# Villamesías
Villamesías település Spanyolországban, Cáceres tartományban. Villamesías Robledillo de Trujillo, Ibahernando, Puerto de Santa Cruz, Abertura és Escurial községekkel határos. Lakosainak száma 275 fő (2024).

## Népesség
A település népessége az elmúlt években az alábbi módon változott:
| Lakosok száma | 356  | 348  | 344  | 311  | 284  | 325  | 285  | 261  | 263  | 275  |
|               | 2001 | 2004 | 2006 | 2009 | 2011 | 2014 | 2016 | 2019 | 2021 | 2024 |